# ابروکومس
ابروکومس شاهزاده هخامنشی و سردار ایرانی است. وی فرزند داریوش بزرگ از همسرش  فراتاگون  و همچنین برادر تنی و بزرگتر  هیپرانت  و برادر ناتنی خشایارشا بود.
او همراه با برادرش هیپرانت در نبرد ترموپیل در سال ۴۸۰ پیش از میلاد شرکت داشت و در همین جنگ کشته شد.

## مطالعه بیشتر
- M. Dandamayev, “Abrocomes,” Encyclopædia Iranica, I/3, p. 247; an updated version is available online at http://www.iranicaonline.org/articles/abrocomes-a-son-of-darius-i-by-phrataguna-daughter-of-his-brother-artanes (accessed on 26 January 2014).